# Vil·la Mèdici
La Vil·la Mèdici (en italià Villa Medici) és un palau situat al turó del Pincio, a Roma. És un complex arquitectònic de Roma, els jardins són contigus als més amplis de Villa Borghese, al turó Pincio, prop de Trinità dei Monti. A Vil·la Mèdici, fundada per Ferran I de Mèdici, Gran Duc de Toscana, hi ha l'Acadèmia Francesa a Roma des de 1803. Una evocació musical de les fonts dels seus jardins està representada en l'obra de Ottorino Respighi  Fontane di Roma , i el pintor espanyol Velázquez va pintar aquí els seus dos únics paisatges coneguts.

## Història
En l'Antiguitat, el lloc on s'alça la Vil·la Mèdici formava part dels jardins de Lúcul·le, que va passar a mans de la família imperial amb Valèria Messal·lina, que va ser assassinada a la vil·la. La Vil·la Mèdici va ser construïda per encàrrec del cardenal Giovanni Ricci de Montepulciano pels volts del 1544, obra dels arquitectes Giovanni Lippi i el seu fill Annibale, damunt l'emplaçament dels antics jardins de Lucul. Es diu que també hi va participar Giacomo della Porta.
En 1564, quan els nebots del cardenal Giovanni Ricci de Montepulciano van adquirir la propietat, aquesta feia temps que era dedicada a la viticultura. L'únic edifici existent era la  Casina  del cardenal Marcello Crescenzi, que havia mantingut una vinya i havia començat a introduir millores a la vil·la sota la direcció del florentí Nanni Lippi, que havia mort, però, abans que el treball hagués arribat lluny. Els nous propietaris van encarregar a Annibale Lippi, el fill de l'arquitecte, que continués l'obra. Hi ha una tradició oral segons la qual Miquel Àngel hi va intervenir.
Fou adquirida el 1576 pel cardenal Ferran de Mèdici, qui, fins al 1587 (any en què va esdevenir Gran Duc de Toscana), fa executar els projectes de Bartolomeo Ammannati. El cardenal es fa representar a la cambra dita de les Muses com a Júpiter regnant sobre les arts pel pintor Jacopo Zucchi.

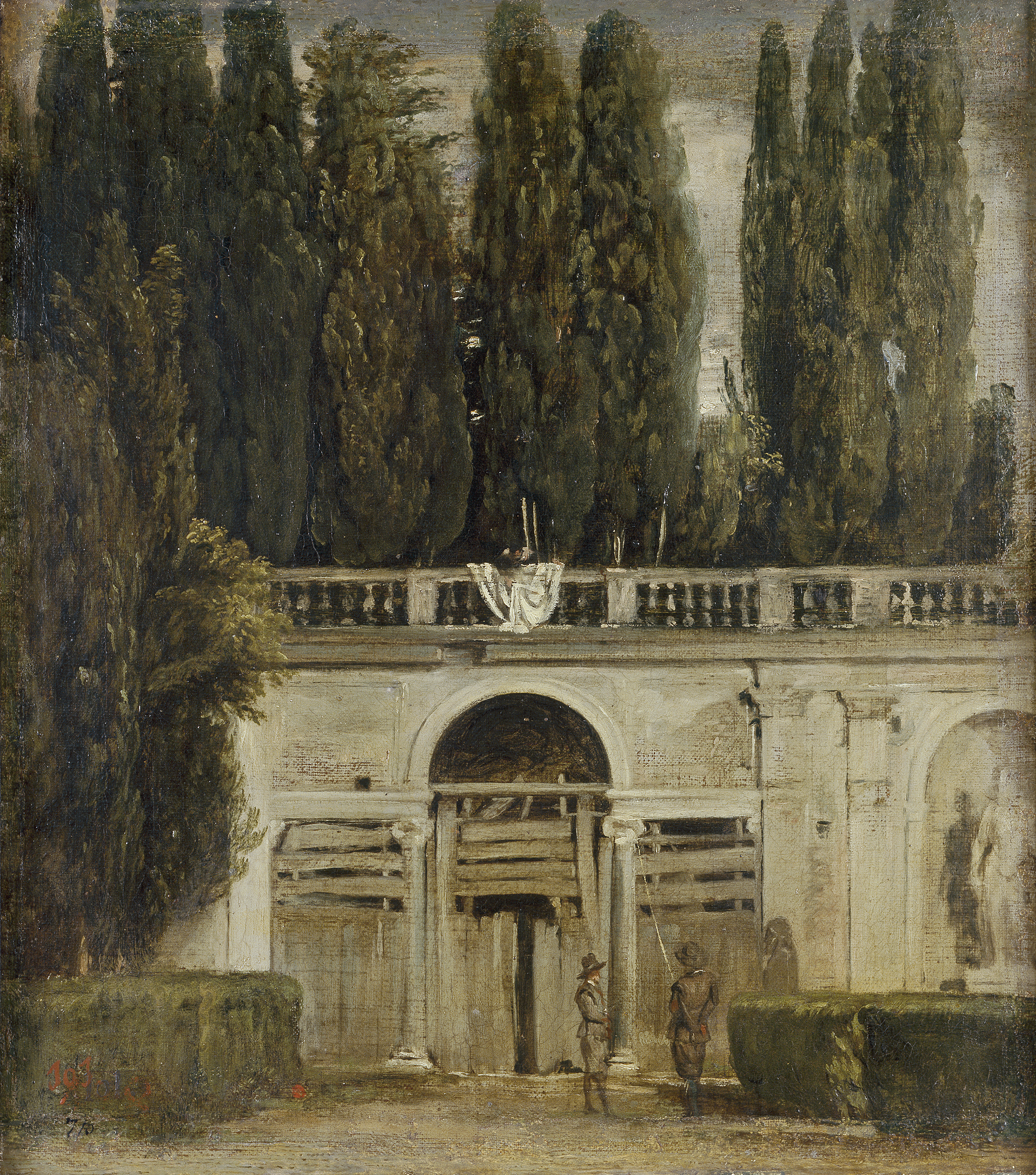
El jardí de la Vil·la Mèdici,
obra de Velázquez

De fet, la vil·la fou habilitada per servir com a «sala de tresors» de la seva col·lecció d'obres d'art, entre les quals hi havia antiguitats clàssiques, pintures o estàtues de bronze, moltes de les quals van ser exposades a la façana, com el Mercuri del Giambologna.
La Vil·la Mèdici es va convertir en la primera de les propietats Mèdici a Roma, i pretenia donar una expressió concreta a l'ascendència dels Mèdici entre els prínceps italians i afirmar la seva presència permanent a Roma. Per insistència del cardenal, Ammanati incorporar en el disseny baixos relleus i estàtues romans que s'estaven descobrint amb gairebé cada palada de terra, amb el resultat que les façanes de la Vila Mèdici es van convertir en un museu a l'aire lliure virtual.
Una sèrie de grans jardins recordaven als jardins botànics creats a Pisa i Florència pel pare del cardenal, Cosme I de Mèdici, protegits en plantacions de pins, xiprers i roures. Va enriquir-la amb set hectàrees de jardins plantats amb pins, xiprers i alzines i decorats amb escultures que fan recordar el palau Spada. Moltes d'aquestes escultures actualment es conserven en museus i han estat substituïdes per còpies, com l'esmentat Mercuri del Giambologna o bé les Niòbides, d'origen grec. A l'extrem nord, se situa l'studiolo (o petit estudi), decorat amb frescos murals de temàtica animal.

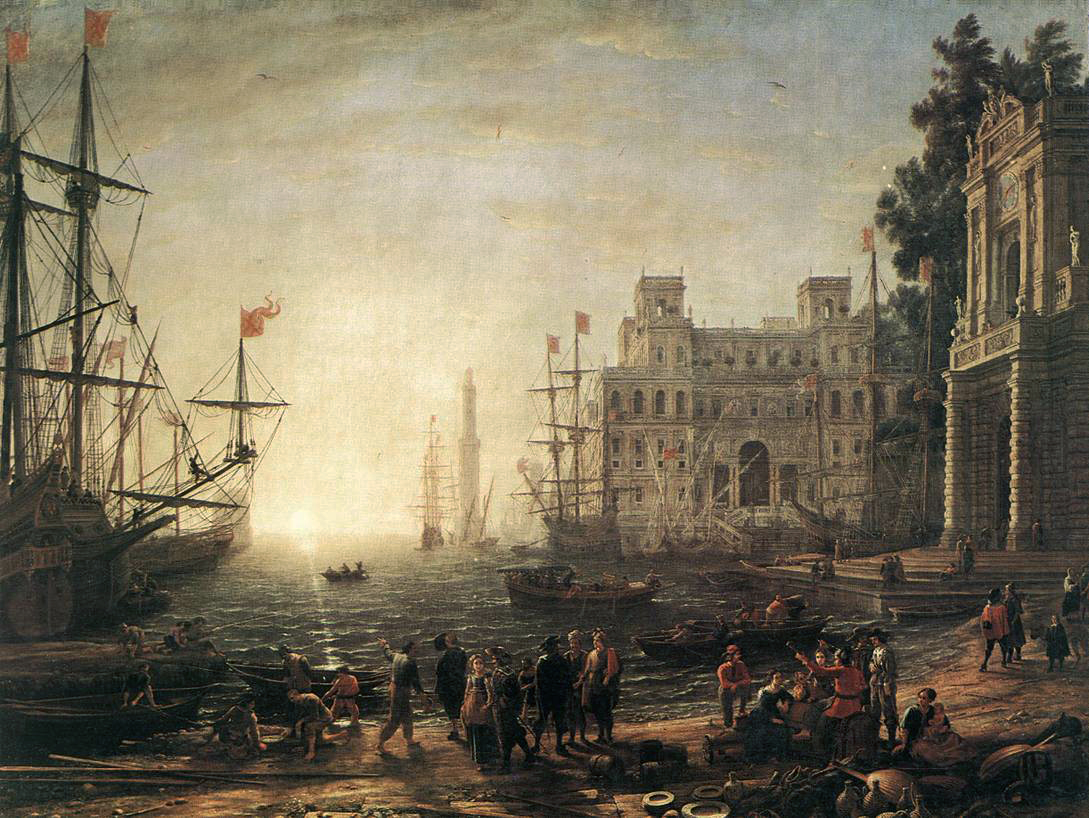
Vista fantàstica d'un port amb Villa Mèdici, 1638, pintura de Claudio Lorena.

Davant de l'entrada, una terrassa ofereix una vista panoràmica sobre Roma. El 1587, el cardenal Ferran de Mèdici va fer-hi construir una font, la qual es troba com a tema principal d'un quadre de Camille Corot: La Vasque de la villa Médicis (1828). Segons una llegenda, la bola situada al centre de la font és una bala de canó disparada des del castell de Sant'Angelo sobre la vil·la per la reina Cristina de Suècia, coneguda pel seu gust per les bromes. D'aquesta manera, segons es diu, hauria volgut despertar l'amo de la casa per convidar-lo a una partida de caça. Quan el cardenal va heretar el Gran Ducat de Toscana el 1587, per mort del seu germà gran, es va acontentar amb còpies en guix del seu Grup de Níobe, sabent perfectament el prestigi que acumulaven els Mèdici en mantenir tan magnífica col·lecció a la ciutat europea el significat superava amb molt la de la seva pròpia capital.
Entre el cridaner acoblament d'escultures romanes a la Vila hi ha al voltant de cent setanta peces comprades de dues col·leccions romanes que s'havien unit a través de matrimoni, la Capranica i la Della Valle. Tres obres que van arribar a la Vil·la amb el cardenal Fernando estan entre les més famoses de la ciutat: el  Grup de Níobe  i els  Lluitadors, ambdues descobertes el 1583 i immediatament adquirides pel cardenal Fernando, i el  Arrotino . El Vas Mèdici va entrar en la col·lecció de la Vill·a, seguit per la Venus de Mèdici en els anys 1630, les escultures Mèdici no es van traslladar a Florència fins al segle xviii. Llavors les antiguitats de la Vil·la Mèdici van formar el nucli de la col·lecció d'antiguitats en els Uffizi, i Florència va començar a figurar en el Grand Tour europeu.
Com que la Villa Borghese que és al costat, els jardins de la Vil·la eren molt més accessibles que els palaus formals com el Palau Farnese al cor de la ciutat. Durant un segle i mig la Vil·la Mèdici va ser un dels entorns més elegants i mundans de Roma, la seu de l'Ambaixada dels Grans Ducs davant la Santa Seu. Gràcies a les seves bones relacions amb els reis d'Espanya, els ducs van allotjar en aquesta casa al pintor Velázquez, que havia caigut malalt amb unes febres atribuïdes a la poca salubritat del nucli antic de la ciutat. Velázquez va gaudir d'un aire més pur i de paisatges més suggestius mentre es va allotjar a la Vil·la Mèdici, i aquí va pintar les seues dues Vistes de la Vil·la Mèdici  (Museu del Prado).
El 1737, amb l'estroncament de la línia hereditària dels Mèdici, la vil·la passa a Francesc III de Lorena, nou Gran Duc de Toscana, breument en els temps napoleònics, al Regne d'Etrúria. D'aquesta manera, Napoleó Bonaparte va entrar en possessió de la Vi·lla Mèdici, que ell va transferir a l'Acadèmia Francesa a Roma. Des de llavors ha allotjat als guanyadors del prestigiós Premi de Roma, amb directors distingits com Ingres i Balthus.
El seu fill, l'emperador Leopold II d'Habsburg-Lorena, decidirà el 1789 de transferir una gran part de la col·lecció artística de la vil·la als Uffizi o al Museu Arqueològic de Florència, pel que fa a les antiguitats clàssiques. Arran de la creació del Regne d'Etrúria, el 1803 Napoleó hi transfereix l'Acadèmia de França a Roma. En aquella època, la vil·la i els seus jardins es trobaven en un estat lamentable i es van haver de restaurar per tal d'acollir els guardonats amb el Prix de Rome, l'estada dels quals es desenvolupa encara avui dia a la vil·la.
Ferran de Mèdici tenia un studiolo, un recés per a l'estudi i la contemplació, construït al nord-est del jardí sobre la muralla Aureliana. Avui aquestes habitacions miren als jardins Borghese però llavors tenien vistes a la campanya romana. Aquestes dues habitacions no es van recuperar fins al 1985 per la restauradora Geraldine Albers: L'emblanquinat havia ocultat i va conservar una superba decoració al fresc executada per Jacopo Zucchi el 1576 i 1577.